# Stichopogon irwini
Stichopogon irwini är en tvåvingeart som beskrevs av Jason Gilbert Hayden Londt 1979. Stichopogon irwini ingår i släktet Stichopogon och familjen rovflugor. Inga underarter finns listade i Catalogue of Life.